# 2001年の鉄道
2001年の鉄道（2001ねんのてつどう）とは、2001年（平成13年）に起こった鉄道関係の出来事をまとめたページである。
2000年の鉄道 - 2001年の鉄道 - 2002年の鉄道

## 出来事の一覧

### 1月
- 1月1日
  - 西日本鉄道
    - （路線名改称） 天神大牟田線 ← 大牟田線
    - （駅名改称） 西鉄福岡（天神）駅 ← 西鉄福岡駅（天神大牟田線）

### 2月
- 2月1日
  - 小田急電鉄
    - （路線廃止） 向ヶ丘遊園モノレール線 向ヶ丘遊園駅 - 向ヶ丘遊園正門駅 （車両故障のため2000年2月13日から休止）
    - （駅廃止） 向ヶ丘遊園正門駅（向ヶ丘遊園モノレール線）

  - 近畿日本鉄道
    - 生駒線、橿原線、京都線、御所線、信貴線、天理線、長野線、奈良線、難波線、東大阪線、南大阪線、吉野線及び大阪線青山町駅以西の各駅でスルッとKANSAI導入。途中下車制度廃止。
- 2月11日
  - 東京急行電鉄
    - 世田谷線全駅でホームを嵩上げし、使用車両を300系に統一。
- 2月25日
  - 熊本電気鉄道
    - （新駅開業） 三ツ石駅（菊池線 須屋駅 - 黒石駅間）

### 3月
- 3月1日
  - 西日本旅客鉄道
    - （新駅開業） ユニバーサルシティ駅（桜島線 安治川口駅 - 桜島駅間）
    - （路線愛称使用開始） JRゆめ咲線（桜島線 西九条駅 - 桜島駅）
- 3月3日
  - 東海旅客鉄道
    - （常設駅化） 春田駅←春田信号場（関西本線 八田駅 - 蟹江駅間）
    - （ワンマン運転開始） 飯田線 天竜峡駅 - 辰野駅
    - （ワンマン運転開始） 関西本線 名古屋駅 - 亀山駅
    - （ワンマン運転開始） 紀勢本線 多気駅 - 新宮駅

  - 西日本旅客鉄道
    - （複線化） 奈良線 京都駅 - JR藤森駅・宇治駅 - 新田駅
    - （新駅開業） JR小倉駅（奈良線 宇治駅 - 新田駅間）
    - （ワンマン運転開始） 姫新線 姫路駅 - 新見駅（全列車ワンマン化）
    - （ワンマン運転開始） 山陰本線 福知山駅 - 豊岡駅

  - 九州旅客鉄道
    - （新駅開業） 弥生が丘駅（鹿児島本線 基山駅 - 田代駅間）

  - 阪神電気鉄道
    - （高架化・駅移設） 西宮駅（本線）
    - （駅名改称） 香櫨園駅←香枦園駅（本線）
    - （駅廃止） 西宮東口駅（本線。西宮駅に統合）

  - 平成筑豊鉄道
    - （新駅開業） 南直方御殿口駅（伊田線 直方駅 - あかぢ駅間）
    - （新駅開業） 上伊田駅（田川線 田川伊田駅 - 勾金駅間）
    - （駅名改称） あかぢ駅←あかじ駅（伊田線）
- 3月9日
  - ソウル特別市都市鉄道公社
    - （新駅開業） 梨泰院駅、漢江鎮駅、ポティゴゲ駅、薬水駅（ソウル特別市都市鉄道公社6号線・緑莎坪駅 - 青丘駅間）
- 3月22日
  - しなの鉄道
    - （新駅開業） 屋代高校前駅（しなの鉄道線 屋代駅 - 篠ノ井駅間）

  - ゆりかもめ
    - （延伸開業） 東京臨海新交通臨海線 新橋駅 - (仮)新橋駅 (0.1km)
    - （本開業） 新橋駅（東京臨海新交通臨海線）
- 3月23日
  - 名古屋ガイドウェイバス
    - （新線開業） ガイドウェイ志段味線 大曽根駅 - 小幡緑地駅 (6.5km)
    - （新駅開業） 大曽根駅、ナゴヤドーム前矢田駅、砂田橋駅、守山駅、守山市民病院駅（現・金屋駅）、川宮駅、川村駅、白沢渓谷駅、小幡緑地駅（ガイドウェイバス志段味線）
- 3月24日
  - 南海電気鉄道
    - （ワンマン運転開始） 加太線 和歌山市駅 - 紀ノ川駅 - 加太駅
    - （ワンマン運転開始） 高師浜線 羽衣駅 - 高師浜駅
    - （ワンマン運転開始） 多奈川線 みさき公園駅 - 多奈川駅
    - （ワンマン運転開始） 和歌山港線 和歌山市駅 - 和歌山港駅
- 3月27日
  - 土佐電気鉄道
    - （駅開業） 高知橋停留場（駅前線 高知駅前停留場 - 蓮池町通停留場間）
- 3月28日
  - 埼玉高速鉄道
    - （新線開業） 埼玉高速鉄道線 赤羽岩淵駅 - 浦和美園駅 (14.6km)
    - （新駅開業） 赤羽岩淵駅、川口元郷駅、南鳩ヶ谷駅、鳩ヶ谷駅、新井宿駅、戸塚安行駅、東川口駅、浦和美園駅（埼玉高速鉄道線）

  - 西武鉄道
    - （駅名改称） 多磨駅←多磨墓地前駅、白糸台駅←北多磨駅（多摩川線）

  - 東武鉄道
    - （複々線化） 伊勢崎線 越谷駅 - 北越谷駅
- 3月31日
  - 東海旅客鉄道
    - （路線廃止） 東海道本線（西名古屋港線） 名古屋貨物ターミナル駅 - 西名古屋港駅
    - （駅廃止） 西名古屋港駅（東海道本線(西名古屋港線)）

  - 日本貨物鉄道
    - （第二種鉄道事業廃止） 東海道本線（西名古屋港線） 名古屋貨物ターミナル駅 - 西名古屋港駅
    - （駅廃止） 西名古屋港駅（東海道本線(西名古屋港駅)）

  - 東京臨海高速鉄道
    - （延伸開業） りんかい線 東京テレポート駅 - 天王洲アイル駅 (2.9km)
    - （新駅開業） 天王洲アイル駅（りんかい線）

### 4月
- 4月1日
  - 西日本旅客鉄道
    - （第三種鉄道事業廃止） のと鉄道七尾線 穴水駅 - 輪島駅

  - 札幌市交通局
    - （駅名改称） ロープウェイ入口停留場←ロープウェー入口駅（山鼻西線）

  - 苫小牧港開発
    - （路線廃止） 苫小牧港開発株式会社線 新苫小牧駅 - 石油埠頭駅 （1998年4月1日から休止）
    - （駅廃止） 新苫小牧駅、一本松駅、港北駅、港南駅、石油埠頭駅（苫小牧港開発株式会社線）

  - 下北交通
    - （路線廃止） 大畑線 下北駅 - 大畑駅
    - （駅廃止） 下北駅、海老川駅、田名部駅、樺山駅、陸奥関根駅、川代駅、正津川駅、大畑駅（大畑線）

  - 福島臨海鉄道
    - （路線休止） 小名浜埠頭本線 宮下駅 - 小名浜埠頭駅
    - （駅休止） 南宮下駅、小名浜埠頭駅（小名浜埠頭本線）

  - 鹿島臨海鉄道
    - （ワンマン運転開始） 大洗鹿島線 水戸駅 - 鹿島サッカースタジアム駅 - 鹿島神宮駅

  - のと鉄道
    - （路線廃止） 七尾線 穴水駅 - 輪島駅
    - （駅廃止） 能登三井駅、能登市ノ瀬駅、輪島駅（七尾線）

  - 土佐電気鉄道
    - （駅移設） 高知駅前駅（駅前線）
- 4月2日
  - 一畑電気鉄道
    - （駅名改称） ルイス・C.ティファニー庭園美術館前駅 ← 古江駅（北松江線）
- 4月14日
  - 名古屋鉄道
    - （路線延長） 瀬戸線 (20.6km ← 20.5km)
    - （駅移設） 尾張瀬戸駅（瀬戸線）
- 4月22日
  - 東海旅客鉄道
    - （新駅開業） 愛野駅（東海道本線 掛川駅 - 袋井駅間）

### 5月
- 5月13日
  - 四国旅客鉄道
    - （路線短縮） 高徳線 (74.5km ← 74.8km)
    - （路線短縮） 予讃線 (297.6km ← 297.9km)
    - （駅移設） 高松駅（高徳線、予讃線）
- 5月30日
  - 近畿日本鉄道
    - （ワンマン運転開始） 志摩線 鳥羽駅 - 賢島駅
    - （ワンマン運転開始） 鳥羽線 宇治山田駅 - 鳥羽駅
    - （ワンマン運転開始） 山田線宮町駅 - 宇治山田駅
- 5月31日
  - 東京都交通局
    - （運転再開） 上野懸垂線 上野動物園東園駅 - 上野動物園西園駅間（車両・設備更新のため1999年12月19日から運休）

### 6月
- 6月1日
  - 上毛電気鉄道
    - （駅名改称） 心臓血管センター駅←循環器病センター駅（上毛線）
- 6月23日
  - 神戸電鉄
    - （ワンマン運転開始） 有馬線 有馬口駅 - 有馬温泉駅

### 7月
- 7月1日
  - 北海道旅客鉄道
    - （駅廃止・信号場化） 中越駅、奥白滝駅（石北本線）
    - （駅廃止） 天幕駅（石北本線）
    - （駅廃止） 下中川駅、上雄信内駅、芦川駅（宗谷本線）

  - 西日本旅客鉄道
    - （電化） 山陽本線（和田岬線）兵庫駅 - 和田岬駅 (2.7km・直流1500V)
- 7月2日
  - 東日本旅客鉄道
    - （路線休止） 左沢線 羽前長崎駅 - 左沢駅間（寒河江駅移転工事のため。2002年2月15日まで）
- 7月7日
  - 西日本旅客鉄道
    - （ワンマン運転開始） 山陰本線 伯耆大山駅 - 西出雲駅（電車列車のみ）
    - （ワンマン運転開始） 伯備線 新見駅 - 伯耆大山駅（電車列車のみ）

  - 神戸市交通局
    - （新線開業） 海岸線 三宮・花時計前駅 - 新長田駅 (7.9km)
    - （新駅開業） 三宮・花時計前駅、旧居留地・大丸前駅、みなと元町駅、ハーバーランド駅、中央市場前駅、和田岬駅、御崎公園駅、苅藻駅、駒ヶ林駅（海岸線）
- 7月18日
  - 会津鉄道
    - （新駅開業） 会津山村道場駅（会津線・会津荒海駅 - 七ヶ岳登山口駅間）
- 7月23日
  - 一畑電気鉄道
    - （新駅開業） 松江フォーゲルパーク駅（北松江線・高ノ宮駅 - 秋鹿町駅間）
- 7月27日
  - 舞浜リゾートライン
    - （新線開業） ディズニーリゾートライン リゾートゲートウェイ・ステーション駅 - リゾートゲートウェイ・ステーション駅 (5.0km)
    - （新駅開業） リゾートゲートウェイ・ステーション駅、東京ディズニーランド・ステーション駅、ベイサイド・ステーション駅、東京ディズニーシー・ステーション駅（ディズニーリゾートライン）

### 9月
- 9月29日
  - 東日本旅客鉄道
    - （新駅開業） 国府多賀城駅（東北本線 陸前山王駅 - 塩釜駅間）
- 9月30日
  - 大韓民国鉄道庁
    - （延伸開業） 京義線 汶山駅 - 臨津江駅間
    - （新駅開業） 臨津江駅（京義線）

### 10月
- 10月1日
  - 東海旅客鉄道・名古屋鉄道
    - （連絡線廃止） 高山本線 - 犬山線

  - 名古屋鉄道
    - （ワンマン運転開始） 三河線 猿投駅 - 知立駅
    - （路線廃止） 揖斐線 黒野駅 - 本揖斐駅
    - （路線廃止） 竹鼻線 江吉良駅 - 大須駅
    - （路線廃止） 谷汲線 黒野駅 - 谷汲駅
    - （路線廃止） 八百津線 明智駅 - 八百津駅
    - （駅廃止） 中之元駅、清水駅、本揖斐駅（揖斐線）
    - （駅廃止） 牧野駅、長間駅、中区駅、市之枝駅、八神駅、大須駅（竹鼻線）
    - （駅廃止） 黒野北口駅、豊木駅、稲富駅、更地駅、北野畑駅、赤石駅、長瀬駅、谷汲駅（谷汲線）
    - （駅廃止） 兼山口駅、兼山駅、中野駅、八百津駅（八百津線）

  - 福島臨海鉄道
    - （路線廃止） 小名浜埠頭本線 宮下駅 - 小名浜埠頭駅 （4月1日から休止）
    - （駅廃止） 南宮下駅、小名浜埠頭駅（小名浜埠頭本線）
- 10月6日
  - 九州旅客鉄道
    - （路線愛称使用開始） 原田線（筑豊本線 桂川駅 - 原田駅）
    - （路線愛称使用開始） 福北ゆたか線（鹿児島本線 黒崎駅 - 折尾駅・筑豊本線 折尾駅 - 桂川駅・篠栗線 桂川駅 - 吉塚駅・鹿児島本線 吉塚駅 - 博多駅）
    - （路線愛称使用開始） 若松線（筑豊本線 若松駅 - 折尾駅）
    - （電化） 篠栗線 桂川駅 - 吉塚駅 (25.1km・交流20,000V)
    - （電化） 筑豊本線 折尾駅 - 桂川駅 (34.5km・交流20,000V)

### 11月
- 11月1日
  - 広島電鉄
    - （駅名改称） 広電西広島（己斐）駅　←　広電西広島駅、広電阿品駅　←　田尻駅、阿品東駅　←　阿品駅、広電宮島口駅 ← 広電宮島駅（宮島線）、広島港（宇品）停留場 ← 宇品停留場（宇品線）
    - （駅廃止） 己斐停留場（本線）
- 11月10日
  - 西日本鉄道
    - （ワンマン運転開始） 天神大牟田線 西鉄久留米駅 - 大牟田駅（一部列車のみ）
- 11月18日
  - 東日本旅客鉄道
    - 東京近郊区間（首都圏）の424駅で「Suica」導入。
- 11月30日
  - 大韓民国鉄道庁
    - （新駅開業） 道禾駅（京仁線（1号線））

### 12月
- 12月1日
  - 東日本旅客鉄道
    - （開業） 湘南新宿ライン 大宮駅 - 新宿駅 - 大船駅
    - （新駅開業） ウェスパ椿山駅（五能線 陸奥沢辺駅 - 艫作駅間）
    - （新駅開業） 岩城みなと駅（羽越本線 羽後亀田駅 - 道川駅間）
- 12月6日
  - 西武鉄道
    - （複線化） 池袋線 笠縫信号所 - 飯能駅
    - （信号所廃止） 笠縫信号所（池袋線）
- 12月15日
  - 西武鉄道
    - （複々線化） 池袋線 中村橋駅 - 練馬高野台駅
- 12月26日
  - 九州旅客鉄道
    - （高架化） 佐世保駅（佐世保線）

  - 松浦鉄道
    - （高架化） 佐世保駅（西九州線）

## 主なダイヤ改正

### 1月
- 1月20日
  - 西日本鉄道
    - 天神大牟田線で朝ラッシュ時に快速急行を新設。

### 3月
- 3月1日
  - 西日本旅客鉄道
    - 大阪環状線・桜島線
- 3月3日
  - 東日本旅客鉄道・東海旅客鉄道・西日本旅客鉄道・四国旅客鉄道・九州旅客鉄道
- 3月10日
  - 山陽電気鉄道
    - 直通特急増発。直通特急を除いて阪神本線三宮駅 - 大石駅間への乗り入れを廃止。

  - 阪急電鉄
    - 神戸線で今津線経由宝塚行き準急廃止（宝塚発は残る）。

  - 阪神電気鉄道
    - 直通特急増発。尼崎駅と魚崎駅に直通特急と特急が停車。区間急行廃止。
- 3月22日
  - 近畿日本鉄道
- 3月24日
  - 大阪市交通局
    - 堺筋線ダイヤ改正。夕方の堺筋急行を堺筋快速急行に変更。

  - 南海電気鉄道
    - 南海本線で、特急「ラピートα」の一部が新今宮駅・天下茶屋駅停車、特急が天下茶屋駅・尾崎駅停車、急行が天下茶屋駅停車。

  - 阪急電鉄
    - 京都線の快速急行を快速特急に、急行を快速急行に、快速を急行に変更。
- 3月27日
  - 京王電鉄
    - 京王線平日深夜時間帯に女性専用車を本格的に導入（2000年12月7日から試験的に導入）。
    - 京王線・高尾線に準特急を新設。
    - 相模原線の特急を廃止。(2013年2月22日に復活。)
- 3月28日
  - 埼玉高速鉄道・帝都高速度交通営団・東京急行電鉄
    - （相互直通運転開始） 埼玉高速鉄道線 - 南北線・目黒線

  - 帝都高速度交通営団
    - 南北線

  - 東京急行電鉄
    - 東横線に特急を新設。
    - 目黒線

  - 東武鉄道
- 3月29日
  - 西日本旅客鉄道
    - 大阪環状線・桜島線
- 3月31日
  - 東京臨海高速鉄道

### 4月
- 4月21日
  - 西日本旅客鉄道
    - 山陽新幹線でひかりレールスター増発。

### 6月
- 6月4日
  - 西日本旅客鉄道
    - 芸備線
- 6月23日
  - 神戸電鉄

### 7月
- 7月1日
  - 北海道旅客鉄道・西日本旅客鉄道
- 7月2日
  - 東日本旅客鉄道
    - 埼京線の新宿駅発深夜23時以降の下り列車に女性専用車両を導入。
- 7月7日
  - 西日本旅客鉄道
- 7月20日
  - 西日本旅客鉄道
    - 大阪環状線・桜島線

### 9月
- 9月15日
  - 京成電鉄
  - 京浜急行電鉄
  - 東京都交通局
  - 北総開発鉄道 - ダイヤ改正。
    - 特急を新設。

### 10月
- 10月1日
  - 東海旅客鉄道・西日本旅客鉄道
  - 名古屋鉄道
- 10月6日
  - 九州旅客鉄道
- 10月12日
  - 伊予鉄道
    - 松山市内線で坊っちゃん列車運行開始。

### 11月
- 11月10日
  - 西日本鉄道
    - 天神大牟田線の全ての特急が大善寺駅停車。
    - 甘木線・天神大牟田線甘木駅 - 花畑駅 - 大牟田駅間の直通運転開始。

### 12月
- 12月1日
  - 東日本旅客鉄道
- 12月15日
  - 西武鉄道
    - 池袋線の通勤快速を廃止。快速の停車駅に練馬駅・下山口駅を追加。
    - 新宿線の快速を廃止。通勤急行の停車駅を変更。

## 災害・不通・事故・事件など

### 1月
- 1月4日
  - 東日本旅客鉄道
    - （災害・不通） 山形新幹線 福島駅 - 新庄駅（大雪のため）
- 1月13日
  - 東日本旅客鉄道
    - （事故） 東北本線（宇都宮線）浦和駅でE231系電車の連結器が脱落し、列車分離発生。
- 1月18日
  - 東日本旅客鉄道
    - （事故） 八高線 高麗川駅構内でATSの動作試験中の試験列車が車止めに乗り上げて脱線。
- 1月19日
  - 東日本旅客鉄道
    - （事故） 東北本線 浅虫トンネル（浅虫温泉駅 - 野内駅間）で特急「はつかり1号」が脱線。同列車は脱線事故発生直前に踏切で自動車と衝突しており、床下機器が線路上に落下していた。
- 1月26日
  - 東日本旅客鉄道
    - （事故） 山手線新大久保駅で、ホームから転落した泥酔者を救出しようとした旅客が列車に撥ねられ死亡する事故発生（新大久保駅乗客転落事故）。

### 2月
- 2月23日
  - 京福電気鉄道
    - （運転再開） 永平寺線 東古市駅 - 永平寺駅（前年12月17日の列車衝突事故以来運休していた）
- 2月28日
  - ネットワーク・レール・グレート・ノース・イースタン・レイルウェイ
    - （事故） イースト・コースト本線 イングランド・ヨーク近郊で、高速道路上でスリップし線路に転落した自動車と特急列車が衝突、脱線した特急列車と貨物列車が衝突する事故発生。

### 3月
- 3月4日
  - 東日本旅客鉄道
    - （事故） 中央本線（中央東線）新宿駅構内で、特急「スーパーあずさ16号」に充当されていたE351系電車のパンタグラフが落下。
- 3月13日
  - 東日本旅客鉄道・日本貨物鉄道
    - （事故） 常磐線 友部駅構内で貨物列車が脱線。武蔵野線 越谷貨物ターミナル駅を出発する際、係員が手ブレーキの緩解を失念し、摩擦熱で溶けた制輪子が車輪に付着後再び固まり、結果車輪が変形したことが原因。
- 3月17日
  - 神戸市都市整備公社
    - （運転再開） 摩耶ケーブル線 摩耶ケーブル駅 - 虹の駅（1995年1月17日の阪神・淡路大震災以来不通だった）

### 4月
- 4月8日
  - 福島交通
    - （事故・不通） 飯坂線 福島駅 - 曽根田駅（福島駅駅ビル衝突事故発生のため）
- 4月14日
  - 福島交通
    - （運転再開） 飯坂線 福島駅 - 曽根田駅（4月8日に発生した事故のため不通だった）
- 4月18日
  - 東海旅客鉄道・日本貨物鉄道
    - （事故） 東海道本線富士駅構内で、出発信号機を冒進した貨物列車が分岐器を割り出し破損させる事故発生（東海道線富士駅冒進阻害事故）
- 4月28日
  - 東京急行電鉄
    - （事件） 田園都市線三軒茶屋駅で乗客同士のトラブルを発端とする暴行事件発生。被害者は病院搬送後に死亡。

### 5月
- 5月15日
  - CSXトランスポーテーション
    - （事故）オハイオ州でCSX8888号暴走事故発生。

### 6月
- 6月24日
  - 京福電気鉄道
    - （事故・不通・路線休止） 越前本線 福井駅 - 勝山駅（列車衝突事故発生及び中部運輸局福井運輸支局から運行停止命令発令のため）
    - （路線休止） 永平寺線 東古市駅 - 永平寺駅（列車衝突事故による中部運輸局福井運輸支局からの運行停止命令発令のため）
    - （路線休止） 三国芦原線 福井口駅 - 三国港駅（列車衝突事故による中部運輸局福井運輸支局からの運行停止命令発令のため）

### 7月
- 7月19日
  - 京福電気鉄道
    - 前年12月17日並びに同年6月24日の事故を受け、国土交通省及び中部運輸局福井運輸支局から安全確保に関する事業改善命令発令。
- 7月25日
  - 東京急行電鉄
    - （災害） 田園都市線田奈変電所で、落雷により損傷した送電線から火災発生[1]。

### 9月
- 9月10日
  - 上信電鉄
    - （災害・不通） 上信線 高崎駅 - 下仁田駅（台風15号による上州福島駅 - 東富岡駅間の鏑川橋梁破損のため）
- 9月13日
  - 上信電鉄
    - （運転再開） 上信線 高崎駅 - 上州福島駅（9月10日の橋脚破損のため不通だった）
- 9月17日
  - 上信電鉄
    - （運転再開） 上信線 上州富岡駅 - 下仁田駅（9月10日の橋脚破損のため不通だった）

### 10月
- 10月10日
  - 東日本旅客鉄道
    - （インシデント） 南武線 武蔵中原駅構内で、落雷により発生した信号故障のため代用手信号現示中、進行信号現示に従って走行していた列車の運転士が駅停車中の先行列車を確認し緊急停止。
- 10月12日
  - 東武鉄道
    - （事故） 野田線 運河駅 - 梅郷駅間でパンタグラフから発煙し、列車火災事故発生。
- 10月28日
  - 上田交通
    - （事故） 別所線 石田2号踏切（城下駅 - 三好町駅間）で、列車と軽自動車が衝突し、列車が脱線。当該踏切は警報機及び遮断機が設置されていない踏切だったが、軽自動車の運転手が飲酒運転を行っていたため、踏切の存在及び列車の接近に気付かなかったことが原因。

### 11月
- 11月4日
  - 上信電鉄
    - （運転再開） 上信線 上州福島駅 - 上州富岡駅（9月10日の橋脚破損のため不通だった）

### 12月
- 12月10日
  - 東武鉄道
    - （事故） 東上本線 東上本線第278号踏切（武蔵嵐山駅 - 森林公園駅間。事故発生時は複線化工事のため一時使用停止中）で、工事用の側溝にて飲酒運転により単独事故を起こした自動車と普通列車が衝突し、普通列車が脱線。自動車事故そのものは本線列車の走行に支障を来すものではなかった。しかし運転手の独断で自宅からクレーン搭載のトラックを運転し、現場で撤去作業を行っていたが（運転手はクレーンの操縦免許を有していない）、トラックが傾斜したことで釣り上げた自動車が本線を支障し、二重事故となった。
- 12月12日
  - 北海道旅客鉄道
    - （事故） 石勝線 川端駅構内で、出発信号機を冒進した普通列車が安全側線の終端部を超えて脱線。
- 12月13日
  - 西日本旅客鉄道
    - （事故） 小浜線 勢浜トンネル（勢浜駅 - 小浜駅間）勢浜駅側出口で、市道から転動した無人のダンプカーが走行中の列車と衝突し、列車が脱線。

## 鉄道車両

### 1月
- 1月24日
  - 京王電鉄
    - （運転開始） 9000系（京王線 新宿駅 - 京王八王子駅・京王新線 新線新宿駅 - 笹塚駅・相模原線 調布駅 - 橋本駅・競馬場線 東府中駅 - 府中競馬正門前駅・動物園線 高幡不動駅 - 多摩動物公園駅・高尾線 北野駅 - 高尾山口駅）

### 2月
- 2月10日
  - 東京急行電鉄
    - （運転終了） デハ80形電車・デハ150形電車（世田谷線 三軒茶屋駅 - 下高井戸駅）

### 3月
- 3月2日
  - 東日本旅客鉄道
    - （運転終了） 485系（特急「白鳥」）

  - 西日本旅客鉄道
    - （運転終了） 485系（特急「スーパー雷鳥」、「雷鳥」 金沢駅 - 新潟駅・和倉温泉駅）

  - 九州旅客鉄道
    - （運転終了） 485系（特急「にちりん」 小倉駅 - 博多駅）
- 3月3日
  - 西日本旅客鉄道
    - （運転開始） 683系（特急「サンダーバード」）
- 3月23日
  - 名古屋ガイドウェイバス
    - （運転開始） GB-1000形(三菱ふそう・エアロスター KL-MP35JM)（ガイドウェイバス志段味線 大曽根駅 - 小幡緑地駅）
    - （運転開始） GB-1000形(三菱ふそう・エアロスター KL-MP37JM改)（ガイドウェイバス志段味線 大曽根駅 - 小幡緑地駅）
    - （運転開始） GB-2000形(日野・ブルーリボンシティ KL-HU2PMEA)（ガイドウェイバス志段味線 大曽根駅 - 小幡緑地駅）
    - （運転開始） GB-2100形(日野・ブルーリボンシティKL-HU2PMEA改)（ガイドウェイバス志段味線 大曽根駅 - 小幡緑地駅）
- 3月28日
  - 埼玉高速鉄道
    - （運転開始） 2000系（東急目黒線 武蔵小杉駅 - 目黒駅 - 営団地下鉄南北線 赤羽岩淵駅 - 埼玉高速鉄道線 浦和美園駅）

  - 帝都高速度交通営団
    - （運転開始） 9000系（埼玉高速鉄道線 赤羽岩淵駅 - 浦和美園駅）

  - 東京急行電鉄
    - （運転開始） 3000系（埼玉高速鉄道線 赤羽岩淵駅 - 浦和美園駅）

### 7月
- 7月7日
  - 神戸市交通局
    - （運転開始） 5000形（海岸線 三宮・花時計前駅 - 新長田駅）
- 7月27日
  - 舞浜リゾートライン
    - （運転開始） リゾートライナー（ディズニーリゾートライン リゾートゲートウェイ・ステーション駅 → リゾートゲートウェイ・ステーション駅）

### 9月
- 9月1日
  - 東日本旅客鉄道
    - （運転開始） E231系近郊タイプ（高崎線 大宮駅 - 高崎駅 - 上越線 新前橋駅 - 両毛線 前橋駅）

### 10月
- 10月1日
  - 名古屋鉄道
    - （運転終了） キハ8500系（特急「北アルプス」）
- 10月5日
  - 九州旅客鉄道
    - （運転終了） DD51形・12系・50系（鹿児島本線 門司港駅 - 折尾駅/筑豊本線 若松駅 - 原田駅）
- 10月6日
  - 九州旅客鉄道
    - （運転開始） 415系・813系500番台・817系0番台（福北ゆたか線 黒崎駅 - 直方駅 - 博多駅）
    - （運転開始） 787系（特急「かいおう」）

### 12月
- 12月1日
  - 東日本旅客鉄道
    - （運転開始） 115系（湘南新宿ライン 黒磯駅 ← 宇都宮駅 - 新宿駅 - 逗子駅）
    - （運転開始） 211系・E231系近郊タイプ（湘南新宿ライン 高崎駅 - 新宿駅 - 小田原駅/黒磯駅 ← 宇都宮駅 - 新宿駅 - 逗子駅）
    - （運転開始） 215系・E217系（湘南新宿ライン 新宿駅 - 逗子駅）
    - （運転開始） E257系（特急「あずさ」・「かいじ」）
    - （運転終了） 115系（高崎線 大宮駅 - 高崎駅）

### 新系列・新形式
- 東日本旅客鉄道
  - E257系電車
  - E926形電車
- 西日本旅客鉄道
  - 683系電車
  - キハ187系気動車
  - キハ121・126系気動車
- 九州旅客鉄道
  - 817系電車
- 日本貨物鉄道
  - コキ110形貨車
- 京王電鉄
  - 9000系電車
- 小田急電鉄
  - 3000形電車 (2代)
- 阪神電気鉄道
  - 9300系電車
- 京阪電気鉄道
  - 1・2号II
- 埼玉高速鉄道
  - 2000系電車
- 京福電気鉄道
  - モボ2001形電車
- 東京都交通局
  - 40形電車
- 名古屋ガイドウェイバス
  - GB-1000形・1100形気動車（三菱ふそう・エアロスターKL-MP35JM・KL-MP37JM改）
  - GB-2000形・2100形気動車（日野・ブルーリボンシティKL-HU2PMEA・KL-HU2PMEA改）
- 若桜鉄道
  - WT3300形気動車

### 譲渡形式
- 会津鉄道←名古屋鉄道
  - キハ8500系気動車（特急「北アルプス」廃止に伴う）
- 富士急行←東日本旅客鉄道
  - 2000系電車

### 消滅形式
- 小田急電鉄
  - 500形電車（路線の廃止にともなう消滅）
- 東京急行電鉄
  - デハ80形電車
  - デハ150形電車
- 京阪電気鉄道
  - 1・2号I
- 西日本鉄道
  - 1000形電車（天神大牟田線）
- 札幌市交通局
  - 330形電車
- 東京都交通局
  - 6000形電車（都電）
- 下北交通
  - キハ85形気動車（路線の廃止にともなう消滅）
- 総武流山電鉄
  - 1300形電車
- 関東鉄道
  - キハ530形気動車
- 大井川鐵道
  - 6010系電車
- 大韓民国鉄道庁
  - 9900系電車

### 受賞
- ブルーリボン賞：九州旅客鉄道885系電車
- ローレル賞：名古屋鉄道モ800形電車、近畿日本鉄道 3220系・5820系・9020系電車　「シリーズ21」
- グッドデザイン賞：京王9000系電車

## その他
- 7月12日
  - 
    - イングランド・ヨークのイギリス国立鉄道博物館で、西日本旅客鉄道から譲渡された新幹線0系電車が除幕。